# والت پیش از میکی
والت پیش از میکی (به انگلیسی: Walt Before Mickey) یک فیلم درام زندگی‌نامه‌ای آمریکایی محصول ۲۰۱۵ درباره سال‌های اولیه والت دیزنی است که براساس کتاب والت پیش از میکی: سال‌های نخست دیزنی با یک پیش‌گفتار نوشته دایان دیزنی ساخته شده است. در این فیلم توماس ایان نیکلاس در نقش والت دیزنی، آرماندو گوتیرز در نقش آب آیورکس و جان هدر در نقش روی اولیور دیزنی بازی می‌کنند.
داستان این فیلم سال‌های نخست والت دیزنی را پوشش می‌دهد که در طی آن او کارهای گوناگونی از جمله تأسیس استودیو لف-او-گرم و شرکت والت دیزنی انجام داد.

## بازیگران
- توماس ایان نیکلاس در نقش والت دیزنی[۱]
  - اوون تیگ در نقش والت دیزنی جوان
  - دمیتری واردولیاس در نقش والت دیزنی جوان
- جان هدر در نقش روی دیزنی[۱]
  - نوآ فورجیونه در نقش روی دیزنی جوان
- آرماندو گوتیرز در نقش آب آیورکس
- دیوید هنری در نقش رودی ایزینگ
- تیلور گری در نقش فریز فرلنگ
- جودی سویتین در نقش شارلوت دیزنی
- هانتر گومز در نقش هیو هارمن
- آیلا کل در نقش بریجت
- آرتور ال. برنشتاین در نقش فرانک ال. نیومن
- کیت کاتزمن در نقش لیلیان دیزنی
- فرانک لیکاری در نقش جورج وینکلر
- کانر دوبین در نقش چارلز مینتز
- فلورا بونفانتی در نقش مارگارت وینکلر
- برایانا کولمن در نقش روث دیزنی
- بئاتریس تاوراس در نقش ویرجینیا دیویس
- مارالی تامپسون در نقش داون پاریس
- ناتاشا شریت در نقش ادنا دیزنی
- تیموتی ویلیامز در نقش فرد
- شینا کولت در نقش دسی
- رندی مولنار در نقش عمو رابرت دیزنی
- دان لامکین در نقش الیاس دیزنی
- نانسی جی باربر در نقش فلورا کال دیزنی